# 柔佛苏丹国
柔佛苏丹国（1528年—1914年），又稱天猛公王朝、柔佛-彭亨、柔佛-廖內、柔佛王朝，是由马六甲苏丹国的苏丹马末沙的儿子苏丹阿拉乌丁二世于1528年所成立。在1511年以前，柔佛是马六甲王朝领土的一部份，但自从葡萄牙占领马六甲之后，柔佛苏丹国因此而成立。当时的柔佛苏丹国控制了柔佛、廖内、彭亨、登嘉楼、苏门答腊的一部分。領土自巴生河一帶延伸至宁宜、丹絨團、麻坡、峇株巴轄、新加坡、丁宜岛，以及其他馬來半島東部海岸的一些小島，像是大卡里汶島、民丹島、林加群島等地。在英國殖民時期，柔佛王朝在馬來半島的部分被英國統治，而外島的部分則被荷蘭統治。1914年，柔佛接受英国成为马来属邦。1946年，柔佛王朝答应柔佛加入了马来亚联邦，1957年加入了马来亚联合邦，过后与1963年便成为马来西亚的一部分。

## 王朝
柔佛苏丹国经历过三次朝代更迭，分别是“旧柔佛王朝”、“柔佛宰相王朝”及“柔佛天猛公王朝”。

### 旧柔佛王朝
1511年，马六甲苏丹王朝被当时非常强盛的葡萄牙占领后，建立葡属马六甲殖民地。马六甲苏丹马末沙被逼从马六甲逃亡到柔佛，继续以马六甲苏丹的称号，展开复国战争。苏丹马末沙曾发动6次军事行动围攻葡属马六甲，希望夺回国土，但最后都被葡萄牙坚固的堡垒防御和来自葡属印度的援军赶到而失败。葡萄牙之后大举进攻苏丹马末沙在民丹岛的基地，苏丹马末沙逃亡到甘巴，1528在当地逝世。苏丹马末沙逝世后，其三子阿拉乌丁二世继承王位，在1530年返回柔佛建立苏丹政权，继续展开复国战争。
1533年，阿拉乌丁首次率军攻打马六甲，但战败而回。1535年，葡萄牙连续攻打柔佛，双方互有胜负。1536年，阿拉乌丁的首都麻坡被葡军攻陷，被逼向葡萄牙求和，葡萄牙承认阿拉乌丁为柔佛苏丹，25年的复国战争告一段落。阿拉乌丁一直居住在柔佛，并放弃马六甲苏丹的称号。1540年，阿拉乌丁建都旧柔佛。
复国战争刚落下帷幕，柔佛苏丹国马上又捲入另一场旷日废时，规模更大的三角战争。战争始于1537年9月至1636年，柔佛除了对付旧敌葡属马六甲之外，也要面对在苏门答腊岛掘起的亚齐苏丹国的威胁。柔佛在三角战争中基本处于劣势，首都更4次被葡萄牙和亚齐摧毁。1564年，亚齐为报复柔佛在1547年战役的袖手旁观之仇，而出兵占领柔佛的附属国哑鲁，进而攻陷首都旧柔佛，苏丹阿拉乌丁二世被亚齐俘虏，最后死于亚齐。1575年，与柔佛同一王族血统的霹雳苏丹国被亚齐攻占，建立傀儡政权。柔佛因为亚齐的威胁与葡萄牙进一步合作，联合抗击亚齐。1586年，柔佛与葡萄牙的关系因为贸易问题而翻臉，柔佛发动水陆大军围攻马六甲。1587年，葡属印度的援军赶到，柔佛军队被击退，首都旧柔佛也被葡军摧毁，出逃的柔佛苏丹苏丹阿里·加拉·阿都·查理·沙二世也在逃亡期间过世。之后其子在苏丹阿拉乌丁·利亚·沙三世在峇株沙瓦（Batu Sawar）建都。
1613年，亚齐再次出兵攻陷柔佛首都峇株沙瓦，苏丹阿拉乌丁·利亚·沙三世和其弟被俘虏到亚齐。1615年，其弟被亚齐送回柔佛继承大统，成为第七任苏丹，称号苏丹阿都·玛雅·沙。苏丹阿都·玛雅·沙暗中与葡萄牙合作，企图摆脱亚齐的控制，但被亚齐发现后，首都峇株沙瓦再次被夷为平地。苏丹阿都·玛雅·沙被逼过着逃亡生活，直到1636年，亚齐苏丹国国势衰弱为止。
1637年，三角战争结束后，柔佛逐渐恢复马来半岛和苏门答腊岛上的宗主权（除了前附属国霹雳依然被亚齐控制），进入中兴时期，柔佛苏丹在这段时期被称为「柔佛和彭亨之王」。1639年柔佛与荷兰人订立协约，共同反对葡萄牙人。1641年，柔佛与荷兰联手击败葡属马六甲后，获得荷兰承认在马来半岛上的宗主权，在苏丹阿都·查理·沙三世统治下，柔佛国势达到建立以来，最强盛的时期。
1673年，苏门答腊岛上一个小国占碑出兵攻打柔佛，导致柔佛苏丹国的政权名存实亡，并走向中落。占碑原是苏门答腊岛东部一个胡椒港口，素来是柔佛的附属国之一。柔佛苏丹原计划为其王子和占卑公主联姻，但后来因为柔佛内部权力斗争，而取消和占碑的亲事。不忍受此恥辱的占碑在1673年发动攻打柔佛的占碑战争，柔佛军队在战役中不堪一击，首都峇株沙瓦被攻破后，在战役中再次被战火烧毁，年迈的苏丹阿都·查理·沙三世被逼逃亡到彭亨，并在当地去世。
柔佛也因为这场战争进入13年的分裂时期，直到1681年才结束，对往后马来半岛的格局影响重大。这段时期里，许多以前附属柔佛的地区纷纷独立，导致柔佛苏丹国威严尽失。由于苏丹阿都·查理·沙三世在彭亨过世后，沒有子嗣继承王位，柔佛苏丹大统由其侄子苏丹依布拉欣沙继承。依布拉欣沙为抵御占卑的入侵，招募了武吉斯人充當雇佣兵，结果导致引狼入室。战争结束后，柔佛的军政大权落入武吉斯人手中，为往后武吉斯人占据雪兰莪和在马来半岛扩张影响力制造了机会，依布拉欣沙也在1685年被掌权的武吉斯人毒害而死。
依布拉欣沙死后，他的幼子马末在宰相的保护下逃往到哥打丁宜建立政权，称为苏丹马末沙二世，是柔佛历史上著名的暴君。

### 柔佛宰相王朝
1699年，柔佛苏丹马末沙二世由于残暴过度，一天坐轿外出时遭其臣属海军统帅刺杀，得年仅24岁。马末沙二世並未留下子嗣，柔佛的马六甲苏丹王朝血统正式断绝，由在任宰相继位，开创了柔佛宰相王朝。
由于血统问题，宰相王朝立国不久就遭宣称苏丹马末二世遗腹子的锡亚苏丹国王子（Siak，苏门答腊小国）攻击，之后更有来自苏拉威西岛望加锡的武吉斯人卷入权力斗争。随着武吉斯人取得最后胜利，武吉斯人首领被委任为拉惹，掌控大权并与马六甲的荷兰人争夺马六甲海峡及锡矿贸易的经济利益；而苏丹则沦为傀儡。
当英国人斯坦福·莱佛士于1818年抵达新加坡，并欲与天猛公阿都拉曼签订协定，在当地建立殖民据点。但是根据廖内苏丹和荷兰之间的条约，天猛公无权代表苏丹与外国定约。当时新加坡正由柔佛廖内苏丹阿都拉曼穆阿占沙统治。当莱佛士得知苏丹阿都拉曼穆阿占沙的兄长东姑胡先本该是王位继承人（由于其父王驾崩时，人正在彭亨訪問而不在身边，遂被取消资格），他随即觐见并宣布支持东姑胡先出任苏丹，声称英国只承认东姑胡先为合法的廖内苏丹，而东姑胡先则于1819年2月6日和英国签署条约，租借新加坡予英国为商港用途。
1824年，英国与荷兰签署1824年英荷条约，苏丹胡先统治的柔佛本土（包括新加坡）归英国人而苏丹阿都拉曼穆阿占沙掌控的廖内群岛范围则划归荷兰，至此柔佛宰相王朝一分为二。

### 柔佛天猛公王朝
1855年，苏丹阿里（苏丹胡先的继任者）与新加坡的英国人签署条约，同意将柔佛统治权交予天猛公阿都拉曼之子达因依布拉欣（Daeng Ibrahim），而苏丹阿里本身的统治仅限于麻坡地区。达因依布拉欣在华裔富商黄亚福的协助下，在正对新加坡的柔佛南部建立长长新都丹绒布蒂里（Tanjong Puteri）。
1866年，达因依布拉欣之子苏丹阿布巴卡正式登基为柔佛天猛公王朝第一任苏丹，并于1877年苏丹阿里驾崩后收回麻坡的统治权。苏丹阿布巴卡将丹绒布蒂里改名为柔佛峇鲁（Johor Bahru或新山）。他把新山由一个渔村发展成一个市镇，接着将发展计划逐一延伸到其它的小地方。苏丹阿布巴卡颁布《柔佛宪法》，开始以西方的制度来管理内政的工作，也将这先进的管理制度向公众推广。作为现代柔佛州宪政制度的创立者，苏丹阿布巴卡被后人尊称为“现代柔佛之父”。
随着国际市场对甘蜜和胡椒的需求增加，大量的中国移民前来柔佛开港（见港主制度），振兴柔佛州的经济。从1910年代到1940年代，柔佛一直都是整个马来半岛最大的橡胶产地，同时至今还一直是最大的棕榈油出产州。
二战时期，柔佛州是马来半岛最后一个被日军攻占的州属。新山沦陷后，日军利用城中的武吉仕林行宫作为攻占新加坡的指挥部。光复后，柔佛也在1948年加入马来亚联合邦。

## 备注
1. ↑  柔佛苏丹王朝的建立有几种不同的看法，根据《马来纪年》记载是自1528年由阿拉乌丁二世继位开始。也有说自1536年为葡萄牙所承认开始。亦有说自1540年定都于舊柔佛开始[1]

## 延伸阅读
[在维基数据编辑]
 《欽定古今圖書集成·方輿彙編·邊裔典·柔佛部》，出自陈梦雷《古今圖書集成》